# Campeonato Africano de Judo de 2022
El XXXI Campeonato Africano de Judo se celebró en Orán (Argelia) entre el 26 y el 28 de mayo de 2022 bajo la organización de la Unión Africana de Judo.
En total se disputaron catorce pruebas diferentes, siete masculinas y siete femeninas.

## Resultados

### Masculino
| Evento  | Oro                             | Plata                               | Bronce                                                       |
| ------- | ------------------------------- | ----------------------------------- | ------------------------------------------------------------ |
| –60 kg  | Yusri Sami · Egipto             | Fraj Dhuibi Túnez                   | Yunes Sadiki Marruecos Bilel Yagubi Argelia                  |
| –66 kg  | Edmilson Pedro Angola           | Abderahman Bushita Marruecos        | Imad Basu Marruecos Steven Mungandu Zambia                   |
| –73 kg  | Mesaud Dris Argelia             | Hud Zurdani Argelia                 | Alaedin Ben Chalbi Túnez Hasan Dukali Marruecos              |
| –81 kg  | Achraf Muti Marruecos           | Waydi Hayi Túnez                    | Aguiles Benazug · Argelia · Abderahman Abdelgani · Egipto    |
| –90 kg  | Abderahman Benamadi Argelia     | Thomas-Laszlo Breytenbach Sudáfrica | Remi Feuillet · Mauricio · Ali Hazem · Egipto                |
| –100 kg | Kusay Ben Gares Túnez           | Mustafa Buamar Argelia              | Koffi Kreme Kobena Costa de Marfil Seidou Nji Mouluh Camerún |
| +100 kg | Mohamed Sofian Belrekaa Argelia | Wahib Hdiuech Túnez                 | Mohamed Aborakia · Egipto · Mbagnick Ndiaye · Senegal        |

### Femenino
| Evento | Oro                       | Plata                         | Bronce                                                            |
| ------ | ------------------------- | ----------------------------- | ----------------------------------------------------------------- |
| –48 kg | Priscilla Morand Mauricio | Umaima Bediui Túnez           | Geronay Whitebooi Sudáfrica Imán Rezug Argelia                    |
| –52 kg | Faiza Aisahin Argelia     | Djamila Silva Cabo Verde      | Charne Griesel Sudáfrica Sumiya Iraui Marruecos                   |
| –57 kg | Yamina Halata Argelia     | Christianne Legentil Mauricio | Jasmine Martin Sudáfrica Zouleiha Abzetta Dabonne Costa de Marfil |
| –63 kg | Amina Belkadi Argelia     | Sarah Harachi Marruecos       | Audrey Etoua Camerún Meriem Byaui Túnez                           |
| –70 kg | Nihel Buchucha Túnez      | Suad Belakehal Argelia        | Zita Ornella Biami Camerún Maria Niangi Angola                    |
| –78 kg | Kauzar Ualal Argelia      | Ayuk Otay Arrey Camerún       | Georgika Wesly Djengue Camerún Hafsa Yatim Marruecos              |
| +78 kg | Sara Mzugui Túnez         | Monica Sagna Senegal          | Merua Mameri Argelia Sonia Aselah Argelia                         |

## Medallero
| Núm. | País            | Oro | Plata | Bronce | Total |
| ---- | --------------- | --- | ----- | ------ | ----- |
| 1    | Argelia         | 7   | 3     | 5      | 15    |
| 2    | Túnez           | 3   | 4     | 2      | 9     |
| 3    | Marruecos       | 1   | 2     | 5      | 8     |
| 4    | Mauricio        | 1   | 1     | 1      | 3     |
| 5    | Egipto          | 1   | 0     | 3      | 4     |
| 6    | Angola          | 1   | 0     | 1      | 2     |
| 7    | Camerún         | 0   | 1     | 4      | 5     |
| 8    | Sudáfrica       | 0   | 1     | 3      | 4     |
| 9    | Senegal         | 0   | 1     | 1      | 2     |
| 10   | Cabo Verde      | 0   | 1     | 0      | 1     |
| 11   | Costa de Marfil | 0   | 0     | 2      | 2     |
| 12   | Zambia          | 0   | 0     | 1      | 1     |
|      | TOTAL           | 14  | 14    | 28     | 56    |